# Rhoicissus revoilii
Rhoicissus revoilii — вид рослин з роду роіцисус (Rhoicissus).

## Поширення та середовище існування
Вид є ендемічним для Коморських островів, Гани, багатьох країн східної Африки та Аравійського півострова, серед яких: Саудівська Аравія, Ємен, Джибуті, Ефіопія, Судан, Сомалі, Південний Судан, Кенія, Демократична Республіка Конго, Уганда, Руанда, Танзанія, Замбія, Мозамбік, Зімбабве, Есватіні. А також поширений у ПАР (регіони: Гаутенг, Мпумаланга, Квазулу-Наталь, Лімпопо). Зростає у саванах та на скелястих виступах.

## Опис
Rhoicissus revoilii — це чагарник або витка дерв'яниста рослина, до 10 м завдовжки. Молоді стебла опушені. Листя 3-лопатеве. Черешок від 1 до 4 см. Листкова пластинка від 2 до 14 см завдовжки та від 1 до 8,5 см завширшки, цілокраї або трохи хвилясті, голі або опушені. Листя зверху блискучо-зелене, а знизу червонувато-коричневе. Квітконіжка розміром 1—4 мм. Чашолисток жовтуватий, близько 1 мм завдовжки. Плоди чорні, кулясті, 6—15 мм у діаметрі.